# Chodynkatragedie

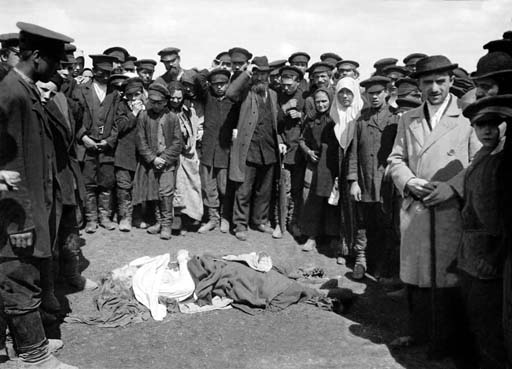
Slachtoffers van de tragedie

De Chodynkatragedie (Russisch: Ходынская трагедия, Chodynskaija tragedija) vond plaats in Moskou op 30 mei [O.S. 18 mei] 1896. Hierbij kwamen 1.389 mensen om het leven.

## De tragedie
De laatste Russische tsaar Nicolaas II werd op 26 mei [O.S. 14 mei] 1896 gekroond in de Oespenski-kathedraal te Moskou. Om dit te vieren vond vier dagen later een groot volksfeest plaats op het Chodynkaveld, een militair oefenterrein net buiten Moskou. Op het veld waren theatervoorstellingen en muziekoptredens. De bevolking zou worden getrakteerd op drinken, eten en souvenirs, zoals bekers met de beeltenis van de nieuwe tsaar erop. Twee uur 's middags zou ook de tsaar zelf naar het feestterrein komen. Het Chodynkaveld was echter totaal ongeschikt voor een dergelijk massa-evenement vanwege de vele militaire loopgraven.
Vroeg in de ochtend hadden zich al ongeveer 500.000 mensen verzameld op het Chodynkaveld om de cadeaus van de tsaar niet mis te lopen. In de menigte verspreidde zich het gerucht dat er niet genoeg cadeaus waren voor iedereen en daarom drongen de mensen naar voren. Door het gedrang vielen veel mensen in de loopgraven en werden vertrapt, stikten of raakten gewond. De 1.800 aanwezige agenten waren niet in staat om de orde te herstellen in een dusdanig grote menigte. Er vielen 1.389 doden en daarboven nog eens 1.300 gewonden.

## Gevolgen

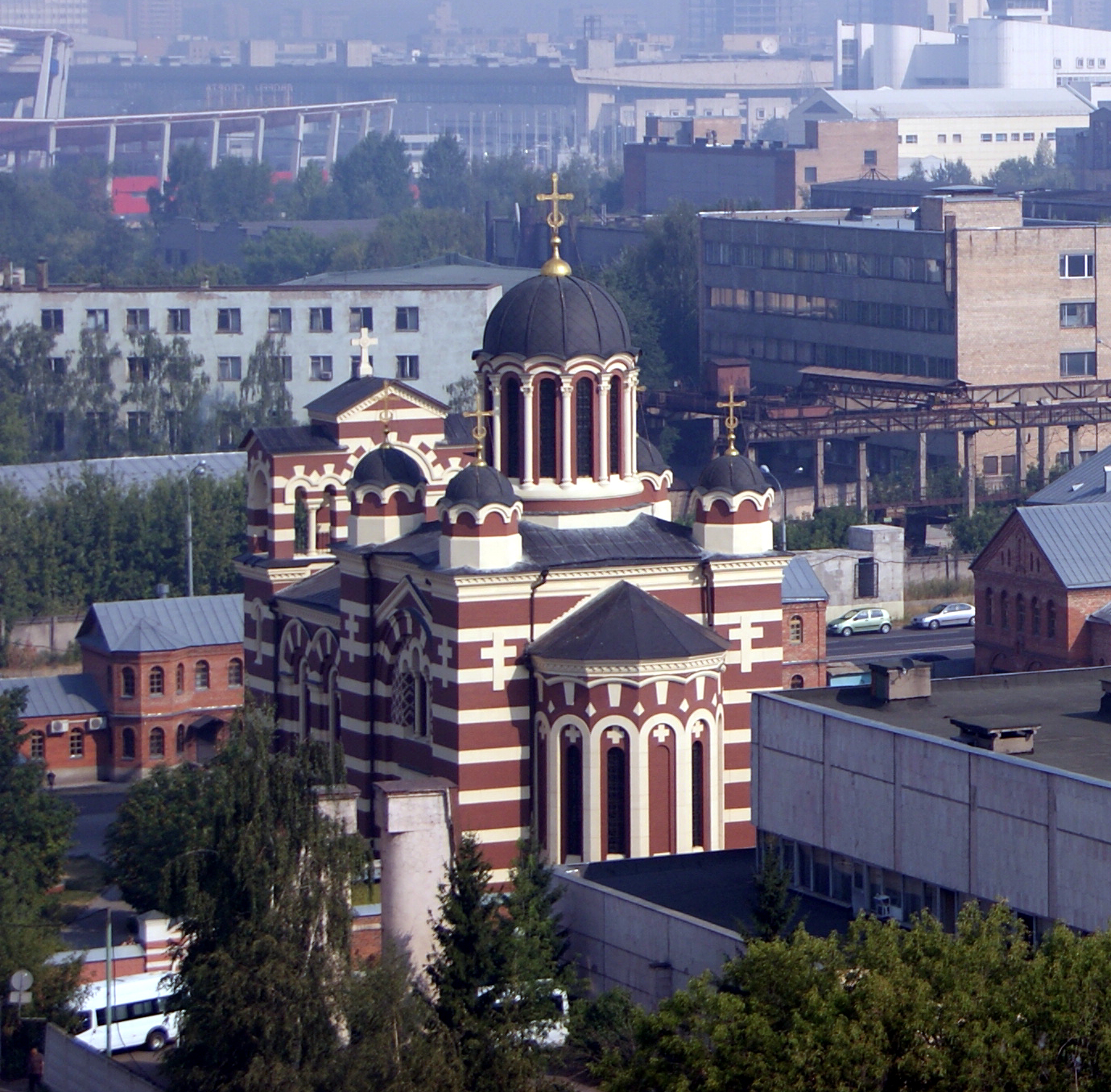
Russisch-orthodoxe kerk op het Chodynkaveld ter nagedachtenis aan de slachtoffers

Nicolaas II  en zijn vrouw Alexandra Fjodorovna bezochten nog dezelfde dag gewonden in de ziekenhuizen. De families van de slachtoffers kregen 1.000 roebel uit het privévermogen van de tsaar en hij nam de kosten van de begrafenissen voor zijn rekening. De publieke opinie keerde zich desondanks tegen de tsaar omdat hij nog dezelfde avond een bal bezocht dat werd gegeven door de Franse ambassadeur. De bevolking vatte dit op als onverschilligheid van de tsaar over haar lot.
Om toch wat goede sier te maken gaf Nicolaas de minister van justitie de opdracht om de toedracht van de tragedie te onderzoeken. Uit het onderzoek bleek echter dat grootvorst Sergej Aleksandrovitsj, de oom van de tsaar die sinds februari de feestelijkheden voorbereidde, verantwoordelijk moest worden gehouden voor de gebeurtenis. De keizerlijke familie wilde niet dat dit openbaar gemaakt zou worden, want een proces tegen een grootvorst zou de autoriteit van de monarchie ondermijnen. De Russische bevolking liet zich echter niet voor de gek houden en Sergej Aleksandrovitsj werd in de volksmond al snel "Vorst Chodynskij" genoemd. Voor Nicolaas betekende de Chodynkatragedie een slecht begin van zijn regeringsperiode die nog vele crises zou kennen.